# Alvydas Ramanauskas
Alvydas Ramanauskas (* 31. März 1955 in Midučiai, Rajongemeinde Zarasai) ist ein litauischer Politiker.

## Leben
Bis 1969 lernte er in Dusetos. Nach dem Abitur 1973 in Utena absolvierte er 1978 das Diplomstudium der Mechanik am Vilniaus inžinerinis statybos institutas.
Von 1978 bis 1983 arbeitete er als Mechaniker und Obermechaniker, stellv. leitender Ingenieur, von 1983 bis 1993 bei AB „Ukmergės pieninė“. Von 1993 bis 2000 leitete er den Verband der Milchindustrie (Lietuvos pienininkų asociacija „Pieno centras“). Von 2000 bis 2004 und 2007 war er Mitglied im Seimas.
Von 2005 bis 2007 war er stellv. Departamentsdirektor bei Nacionalinė mokėjimo agentūra.
Ab 2000 war er Mitglied der Naujoji sąjunga.

## Nuorodos
- 2008 m. Lietuvos Respublikos Seimo rinkimai - Naujoji sąjunga (socialliberalai) - Iškelti kandidatai (Memento vom 16. Dezember 2013 im Internet Archive)

| Personendaten    | Personendaten                   |
| ---------------- | ------------------------------- |
| NAME             | Ramanauskas, Alvydas            |
| KURZBESCHREIBUNG | litauischer Politiker           |
| GEBURTSDATUM     | 31. März 1955                   |
| GEBURTSORT       | Midučiai, Rajongemeinde Zarasai |